# Frontera entre Rússia i Suècia
La frontera entre Rússia i Suècia es la frontera íntegrament marítima que separa ambdós països al mar Bàltic, a la badia de Gdańsk.
Suècia i la Unió Soviètica signaren un acord bilateral el 18 d'abril de 1988 delimitant la frontera. Després de la dissolució de la Unió Soviètica va restar una part russa amb l'óblast de Kaliningrad. Finalment, Rússia va signar un acord amb Lituània el 24 d'octubre de 1997 que permet determinar la posició del trifini entre Rússia, Suècia i Lituània.